# ظلمت در نیمروز
ظلمت در نیمروز (به انگلیسی: Darkness at Noon) یا هیچ و همه (به فرانسوی: Le Zéro et l'Infini) معروف‌ترین رمان آرتور کستلر است که آن را در سال ۱۹۴۰ منتشر کرد. کستلر از یهودیان مجارستان بود که در سال ۱۹۴۵ تابعیت بریتانیا را کسب کرد.
اگرچه در این داستان نام هیچ شخصیت یا مکان واقعی‌ای آورده نشده است، و از ژوزف استالین هم با نام «شخص اول» یاد شده، اما وقایع داستان به‌روشنی شوروی سال ۱۹۳۸ میلادی را بازنمایی می‌کنند. شخصیت اصلی داستان روباشوف نام دارد که یکی از رهبران انقلاب ۱۹۱۷ و از اعضای کمیتهٔ مرکزی حزب کمونیست شوروی بوده که در جریان محاکمات فرمایشی نظام استالین دستگیر، زندانی و در نهایت محکوم به اعدام می‌شود.

## متن اصلی
کستلر ظلمت در نیمروز را به زبان مادری اش آلمانی نوشته و دافنه هاردی در سال‌های ۱۹۳۹ و ۱۹۴۰ زمانی که با کستلر در پاریس زندگی می‌کرد آن را به انگلیسی ترجمه کرد و پس از فرار به انگلیس در زمان اشغال پاریس در جنگ جهانی دوم آن را منتشر کرد. اما نسخه اصلی کتاب مفقود شد و نسخه آلمانی فعلی آن از روی متن انگلیسی بازگردانی شده‌است.

## شخصیت‌ها
به‌جز شخص اول که به وضوح در اشاره به استالین آمده‌است. به نظر نمی‌رسد که روباشوف یا دیگر شخصیت‌های کتاب به فرد خاصی در نظام شوروی اشاره داشته باشند. جرج اورول دیگر نویسنده ضد کمونیست انگلیسی در این مورد می‌نویسد:
«روباشوف می‌تواند تروتسکی، بوخارین، راکوسکی یا هر یک از دیگر شخصیت‌های نسبتاً مردمی در میان بلشویک‌های قدیمی باشد.»
کستلر در این کتاب به زندانی‌شدن روباشوف در جنگ داخلی اسپانیا اشاره می‌کند (هنگامی که برای کمک به جمهوری‌خواهان به این کشور رفته بود). این در واقع تجربه شخصی خود نویسنده‌است که چند سال پیش وقتی برای تهیهٔ گزارش از جنگ به اسپانیا رفته بود به اسارت نیروهای ژنرال فرانکو درآمده و در زندان انفرادی بازداشت بود. او سه سال پیش از انتشار ظلمت در نیمروز، خاطرات خود در سلول انفرادی را در کتابی با نام وصیتنامه اسپانیایی منتشر کرده بود البته کوئستلر مانند روباشوف خودزنی نکرد، اما با فشارهای روانی ناشی از زندان انفرادی آشنا بود.

## نام کتاب
ظلمت در نیمروز اصطلاحی‌ست که از انجیل گرفته شده و به معنای آن است که کسی به گناه ناکرده دم تیغ برود.
«به هنگام نیمروز ظلمت همه‌جا را فراگرفت و تا ساعت سه بعدازظهر ادامه یافت.
در این وقت عیسی با صدای بلند فریاد زد: «ایلوئی ایلوئی لما سبقتنی» یعنی خدای من، خدای من، چرا مرا تنها گذارده‌ای؟»
انجیل مرقس، باب پانزدهم، آیات ۳۳ و ۳۴

## ترجمه
عنوان ترجمه فرانسوی این کتاب Le Zéro et l'Infini به معنای صفر و بی‌نهایت است. بیش از چهارصد هزار نسخه از این کتاب در فرانسه فروخته شد.
این کتاب پنج بار به فارسی ترجمه شده‌است. علی‌اصغر خبره‌زاده برای اولین بار در سال ۱۳۳۰ با عنوان هیچ و همه که به صورت مستقیم از زبان فرانسه انجام شد چاپ گردید. بار دوم با عنوان «ظلمت نیمروز» در سال ۱۳۳۱ توسط ناصرقلی نوذری، بار سوم در سال ۱۳۶۱ توسط محمود ریاضی و علی اسلامی با نام «ظلمت در نیمروز»، چهارمین بار دوباره با نام «ظلمت در نیمروز» در سال ۱۳۸۰ توسط اسدالله امرایی و بار پنجم مژده دقیقی این کتاب را باز هم با نام «ظلمت در نیمروز» ترجمه و نشر ماهی آن را در بهار ۱۳۹۲ منتشر کرد.